# Das Tagebuch des Apothekers Warren
Das Tagebuch des Apothekers Warren ist ein deutsches Stummfilmdrama aus dem Jahre 1918 von Richard Eichberg mit Carl Auen und Lori Leux in den Hauptrollen.

## Handlung
Der einstige Apotheker und heutige Schriftsteller Warren will eine Abends gerade mit seiner Ehefrau zu einem Maskenball aufbrechen, da erhält er unangemeldeten Besuch einer früheren Kundin, deren Gatten es sehr schlecht geht. Warren ist in Eile, und so stellt er rasch ein Medikament zusammen, das helfen soll. Doch der Patient stirbt daran, und Warren steht nun als Giftmischer und Mörder da. In einem nachfolgenden Prozess wird er deswegen zu drei Jahren Gefängnis verurteilt. Wieder auf freiem Fuß, entschließt sich der alte Mann, nicht mehr in sein gewohntes Umfeld heimzukehren, sondern zieht ins Ausland. Nach Jahren kehrt Warren heim, muss aber den geballten Hass des Sohnes des Vergifteten, des Artisten Perron, ertragen. Ausgerechnet in Linda Warren, die Tochter des einstigen Apothekers, verliebt sich Perron eines Tages, ohne zu wissen, wer sie ist, da er sie ebenfalls auf einem Maskenball kennen gelernt hatte. Als sich Perron bei Lindas Vater vorstellen möchte, erfährt dieser, um wen es sich bei dem jungen Mann handelt und fällt wie vom Blitz getroffen tot um.
Durch den Tod des Vaters ist Linda vollkommen mittellos geworden und sie muss schnellstens einen Beruf ergreifen. Ein Freund des Hauses, der Ballettmeister Amsler, bildet sie deshalb zur Tänzerin aus. Bei einem ihrer Auftritte kommt es zum Wiedersehen mit Perron, der sich erneut in die junge Frau verliebt und sich mit ihr verlobt. Am selben Abend überreicht Linda ihm das Tagebuch ihres toten Vaters, das Perron nun zu lesen beginnt. Den Aufzeichnungen kann er entnehmen, dass Warren damals durch einen fürchterlichen aber nicht absichtlichen Missgriff zum „Mörder“ wurde, und Perron glaubt infolgedessen, dass er den Tod des Alten verschuldet habe. In diesem Gefühlszustand eigener Schuld sieht sich Perron nicht imstande, in dem Etablissement, in dem er als Artist beschäftigt wurde, aufzutreten. Aber sein Direktor drängt ihn derart, dass er es dennoch tut. Hoch über der Arena erscheint ihm eine Vision des toten Warren. Verwirrt, wird Perron unvorsichtig und stürzt in die Tiefe. Linda eilt an das Krankenbett ihres Verlobten. Dort röchelt der Sterbende die letzten Worte: “Ich bin der Mann, der deinen Vater durch sein Leben verfolgte”.

## Produktionsnotizen
Das Tagebuch des Apothekers Warren entstand Anfang 1918 in den Greenbaum-Film-Ateliers in Berlin-Weißensee und passierte die Filmzensur im Mai desselben Jahres. Die Uraufführung des Streifens erfolgte im Juni 1918 in Berlins Unionspalast. Die Länge des Fünfakters betrug 1535 Meter. In Wien wurde der Film am 10. Januar 1919 mit einer Länge von etwa 1750 Meter unter dem Titel Die Hand der Nemesis herausgebracht.

## Kritiken
In Wiens Neue Kino-Rundschau heißt es: „Lori Leux und Carl Auen stehen darstellerisch auf künstlerischer Höhe und führen die interessante Handlung von Akt zu Akt zum Erfolg, der durch die vollendete Technik noch unterstützt wird.“
Paimann’s Filmlisten resümierte: „Stoff, Spiel, Photos und Szenerie sehr gut, Ballettszene prima.“